# Peter Dallos
Peter Dallos (Budapest, 1934. november 26. –) magyar-amerikai mérnök-orvos, szobrász. A Magyar Tudományos Akadémia tiszteleti tagja.

## Élete
Budapesten született. A Budapesti Műszaki Egyetemen tanult 1953 és 1956 között. Részt vett az 1956-os forradalomban, majd a leverése után elmenekült, és az Amerikai Egyesült Államokba emigrált. Az Illinois Institute of Technologyn szerzett BSc. fokozatú diplomát. 1959 és 2012 között a Northwestern University tagja volt, ahol a további tudományos fokozatokat is megszerezte. A mérnöki tudományt ötvözte az orvostudománnyal, és a hallás molekulásis és celluláris alapjaival foglalkozott. 2012-es nyugdíjba vonulása után szobrász lett.